# El Jonquet
El Jonquet (o Es Jonquet) es un barrio de la ciudad de Palma de Mallorca, en Baleares (España).
Es uno de los barrios más antiguos de la ciudad. Está formado por pequeñas casas de marineros y pescadores que vivían a orillas del mar. Está considerado y consta como Bien de Interés Cultural (BIC) y cuenta con el amparo del Plan Especial de Protección (PEP) como Patrimonio Histórico de Mallorca.
Sus molinos harineros son uno de los emblemas más significativos de la zona y uno de los primeros puntos de la isla que se ven desde los barcos que llegan al puerto. También cabe mencionar el Teatro Municipal Mar i Terra, Rentadors, sus callejuelas de suelo empedrado y además sus miradores, desde los que se puede ver la bahía de Palma.